# Laurent Benzoni
Pour les articles homonymes, voir Benzoni.
Laurent Benzoni est un économiste français, spécialiste de l’économie industrielle, de la concurrence et de l'économie numérique. Il est professeur d’économie à l’Université Panthéon-Assas (Paris) et associé fondateur de Tera Consultants, un cabinet de conseil en économie.

## Biographie

### Jeunesse et études
Laurent Benzoni est titulaire d’un master en finance internationale. Il poursuit ses études avec un docteur en sciences économiques. Il passe après cela l'agrégation des facultés de droit et de sciences économiques.

### Parcours professionnel
Il crée en 1986 le département de recherche en Économie de Télécom Paris Tech.
En 1995, il rejoint Sorbonne Universités où il dirige aujourd’hui le Master 2 d’Économie des Réseaux : Concurrence, Stratégie et Régulation et est membre du CRED. Ses travaux de recherche portent sur l’économie des réseaux (télécommunications, énergie, médias), sur l’économie industrielle et l’économie de la concurrence.
Il est également membre du Conseil d’Administration du Forum d'Avignon, un think tank au service de la culture.
Il a fondé Tera Consultants en 1996, société de conseil économique et d’expertise spécialisée en concurrence, régulation, modélisation de coûts et stratégie.

## Associations
- Membre de l’École doctorale de Sciences économiques et de gestion, sciences de l'information et de la communication, Université Panthéon-Assas[5]
- Membre du conseil scientifique des Ateliers de la Concurrence, DGCCRF, Ministère de l’Économie et des Finances, France[6]
- Membre du Comité éditorial de la revue économique, Communications & Stratégies, publiée par l’IDATE[7]
- Membre du Comité de rédaction du Journal of Regulation[8]
- Membre du Conseil d’Administration du Forum d’Avignon[3]
- Membre de la Commission Nationale consultative des Radiocommunications de 1998 à 2009

## Œuvres

### Livres
- avec Philippe Barbet, Jean-Marie Chevalier, Économie de l'énergie, Presses de Sciences Po, Dalloz, 1986
- avec Richard Arena, Jacques de Bandt, Paul-Marie Romani, Traité d'économie industrielle, Economica, 2é édition 1991
- avec Eva Kalman, Les aspects économiques de l'allocation des fréquences hertziennes, OCDE, 1993 (publié en anglais sous le titre The economics of radio frequency allocation)
- avec Jerry A. Hausman, Innovation, déréglementation et concurrence dans les télécommunications, Eyrolles, 1993

### Préfaces
- Performances comparées des marchés des télécommunications mobiles en Europe, Quantifica, 2009

### Éditions scientifiques
- avec Patrice Geoffron, A collection of essays on competition and regulation with asymmetries in mobile markets, Quantifica, 2007
- avec Patrice Geoffron, A collection of essays on infrastructure versus service-based competition the case of mobile telecommunications, Quantifica, 2008

## Distinctions
- Prix Harvard L’Expansion (1985) pour l'ouvrage Économie de l’Énergie, publié aux Presses de la Fondation Nationale des Sciences Politiques
- Prix d’Économie Industrielle (1986) décerné par l’Association des Économistes Français en Économie Industrielle
- Prix de l’Institut de Recherche en Économie et Sociologie des Télécommunications (1989)
- Médaille de l’Union Internationale des Télécommunications
- Nommé parmi les meilleurs experts au niveau mondial en Économie de la concurrence par the Global Competition Review